# Преображенье (Липецкая область)
Преображе́нье — село в Измалковском районе Липецкой области. Административный центр Преображенского сельсовета

## История
В экономическом примечании Ливенского уезда 1778 года отмечается село на левой стороне реки Чернавы с Преображенской церковью.

## Население
| 2010 |
| ---- |
| 223  |